# قود المحداد (يهر)

تعديل مصدري - تعديل

قود المحداد هي إحدى قرى عزلة يهر بمديرية يهر التابعة لمحافظة لحج، بلغ تعداد سكانها 94 نسمة حسب تعداد اليمن لعام 2004.